# Casa di L. Numisius Rarus

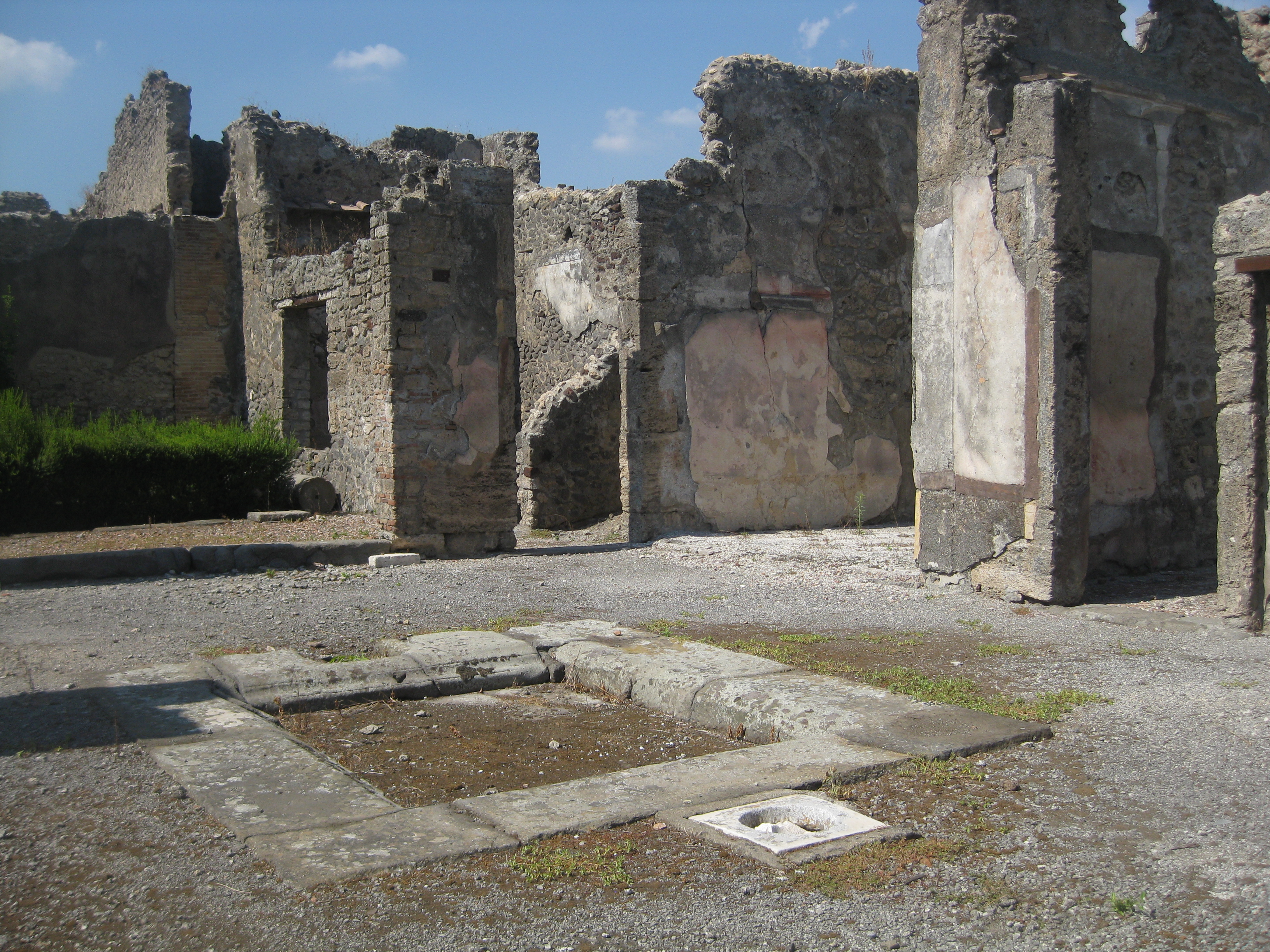
Das Atrium des Hauses

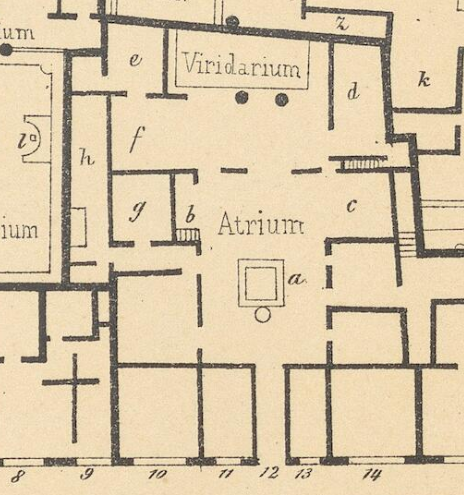
Grundriss des Hauses

Bei der Casa di L. Numisius Rarus (Haus des L. Numisius Rarus) handelt es sich um ein Wohnhaus in Pompeji (VI.14, 12). Das Haus wurde 1834, 1836, 1844 und 1874 ausgegraben. Es war einst reich mit Malereien dekoriert, von denen heute kaum noch etwas erhalten ist.

## Beschreibung
Bei der Casa di L. Numisius Rarus handelt es sich um ein klassisches Atriumhaus, das wahrscheinlich im 1. Jahrhundert v. Chr. errichtet wurde. Das einst zweistöckige Haus kann über die Fauces betreten werden. Die Tür wird von korinthischen Tuffkapitellen flankiert. Links und rechts vom Eingang befinden sich Läden, die durch Türen mit dem eigentlichen Haus verbunden sind. Im Zentrum des Hauses befindet sich das Atrium, worum sich diverse Räume angeordnet finden. Dahinter schließt sich das Peristyl an.
Diverse Räume haben noch Reste von Dekorationen im 1. Stil (Stuckimitationen von Quadern). Das Triclinium, rechts vom Atrium, zeigte Malereien im 2. Stil, die heute vollkommen vergangen sind. Das Atrium war im 3. Stil ausgemalt. Ein Wandgemälde, das sich einst wohl im Atrium befand, zeigt einen bärtigen Mann mit zwei Frauen. Das Motiv kann bisher nicht identifiziert werden. Ein anderes Bild zeigte zwei Frauen und einen Jungen. Auch dieses Motiv kann bisher nicht identifiziert werden. Beide Gemälde sind nur von alten Zeichnungen her bekannt. Im Peristyl fanden sich Reste von Malereien im 4. Stil. Ein weiteres Wandbild stellte Theseus und den Minotaurus dar. Es ist nur von Beschreibungen bekannt. 
Zu den Funden im Haus gehören eine Bronzeglocke und verschiedene Tonlampen.